# Analog Science Fiction and Fact
Analog Science Fiction and Fact, souvent abrégé en Analog, créé en 1930, est le magazine américain qui a donné ses lettres de noblesse à la science-fiction moderne. Il est couramment appelé Astounding Stories, abréviation de son premier titre.

## Description
Il est, au départ, ce qui est communément appelé un magazine pulp. Son format papier changera pendant les années 1970. À ses débuts, le magazine publie des histoires romancées de science-fiction, souvent sans fondements scientifiques.
Lorsque John W. Campbell en devient l'éditeur, sa mission est modifiée : publier des histoires qui anticipent les changements scientifiques et technologiques. En 2011, cette mission est toujours maintenue.
Depuis sa création, son nom a changé à quatre reprises :
- 1930 : Astounding Stories of Super-Science ;
- 1938 : Astounding Science-Fiction ;
- 1960 : Analog Science Fiction and Science Fact ;
- Aujourd'hui: Analog Science Fiction and Fact.

Il est parfois désigné par l'abréviation ASF, car les mots Analog et Astounding commencent par la même lettre, tout comme les mots Fiction et Fact.
À cause des revenus anémiques de l'industrie dans laquelle il évolue, ASF publie fréquemment des auteurs de science-fiction inconnus. C'est ainsi qu'il lance la carrière d'Orson Scott Card pendant les années 1970 et celle de Harry Turtledove pendant les années 1980.

## Historique
Après huit années de publication sous la conduite de deux éditeurs littéraires successifs, John W. Campbell en prend les rênes en 1938. Il le renomme Astounding Science-Fiction et insiste pour qu'il soit perçu comme un magazine de science-fiction seulement. Il exige aussi que les écrivains anticipent les changements scientifiques et technologiques. Plus important encore, il souhaite connaître comment la vie humaine en est modifiée. Ce changement impose la revue comme le chef de file du domaine.
Par après, Campbell estime que le titre est trop accrocheur. Il diminue la taille du mot Astounding et augmente celle des mots Science et Fiction. En 1960, il remplace Astounding par Analog. Le logo subit aussi des changements. La lettre A demeure la même tout au long des années, alors que les lettres stounding diminue de taille; idem pour nalog.
Après le brusque décès de Campbell en 1971, Ben Bova devient l'éditeur du magazine, suivi de Stanley Schmidt quelques années plus tard. En 2012, après 34 années à ce poste, ce dernier laisse la place à Trevor Quachri.
Il est, depuis 1999, la propriété de Dell Magazines.

## Éditeurs
- Harry Bates : janvier 1930 - mars 1933
- F. Orlin Tremaine : octobre 1933 - octobre 1937
- John W. Campbell : octobre 1937 - décembre 1971 (date de sa mort)
- Ben Bova : janvier 1972 - novembre 1978
- Stanley Schmidt : décembre 1978 - août 2012
- Trevor Quachri : septembre 2012 -